# Ервін Манхен
Ервін Манхен (нім. Erwin Manchen; 18 червня 1918, Кенігсберг — 30 квітня 1945, Атлантичний океан) — німецький офіцер-підводник, капітан-лейтенант крігсмаріне.

## Біографія
3 квітня 1936 року вступив на флот. З листопада 1941 року — офіцер групи військово-морського училища в Фленсбурзі-Мюрвіку. В червні-жовтні 1943 року пройшов курс підводника, з листопада 1943 по лютий 1944 року — курс командира підводного човна. З 19 квітня 1944 року — командир підводного човна U-879. 11 лютого 1945 року вийшов у свій перший і останній похід. 5 квітня пошкодив американський турбінний танкер Atlantic States водотоннажністю 8537 тонн, навантажений баластом; всі 57 членів екіпажу вціліли. 30 квітня U-879 був потоплений в Північній Атлантиці східніше мису Гаттерас (36°34′ пн. ш. 74°00′ зх. д.) глибинними бомбами американських патрульного фрегата «Начез» і есмінців «Кофман», «Боствік» та «Томас». Всі 52 члени екіпажу загинули.

## Звання
- Кандидат в офіцери (3 квітня 1936)
- Морський кадет (10 вересня 1936)
- Фенріх-цур-зее (1 травня 1937)
- Оберфенріх-цур-зее (1 липня 1938)
- Лейтенант-цур-зее (1 жовтня 1938)
- Оберлейтенант-цур-зее (1 жовтня 1940)
- Капітан-лейтенант (1 лютого 1943)

## Нагороди
- Залізний хрест 2-го класу